# Джун Ньютон
Джун Ньютон (англ. June Newton, при народженні Джун Браун, англ. June Browne; 3 червня 1923, Мельбурн, Австралія — 9 квітня 2021, Монте-Карло, Монако) — австралійська акторка, модель та фотограф. Дружина Гельмута Ньютона.

## Життєпис
Народилася 3 червня 1923 року у Мельбурні. Працювала акторкою та моделлю під псевдонімом Джун Брунелл. 1947 року познайомилася з фотографом Гельмутом Ньютоном, уродженцем Берліна, і через рік вони одружилися. 1956 року отримала театральну премію Еріка Каттнера в категорії найкраща акторка. 1957 року разом з чоловіком, якому запропонували контракт із британським «Vogue», переїхала до Лондона. Там працювала акторкою на Бі-Бі-Сі, але скоро чоловік вирішив повернутися до Австралії, де в наступні роки співпрацював з такими виданнями, як «Australian Vogue» та «Jardin de Modes». 1960 року подружжя перебралося до Парижа, де кар'єра Гельмута Ньютона як фешн-фотографа набула розквіту.
Самостійна робота Джун як фотографа розпочалася 1970 року, після того, як вона підмінила чоловіка, що захворів на грип, і сфотографувала модель для реклами сигарет «Gitanes». Щоб не плутали з чоловіком взяла псевдонім Еліс Спрінгс, — за назвою однойменного австралійсько містечка, навмання ткнувши голку у мапу. 1974 року одна з робіт Ньютон з'явилася на обкладинці журналу «Elle». Її роботи публікувалися у журналах «Vogue», «Elle», «Marie Claire», «Vanity Fair», «Interview» та «Stern». Спочатку працювала як фешн-фотограф, пізніше як фотограф-портретист, фотографувала таких відомих осіб, як Вільям Берроуз, Ентоні Берджес, Катрін Денев, Грем Грін, Рой Ліхтенштейн, Роберт Меплторп, Крістофер Рів, Діана Вріланд, Ів Сен-Лоран, Бріджит Нільсен та Ніколь Кідман. Також продовжувала працювати артдиректором свого чоловіка.
Наприкінці 1970-х років подружжя перебралося до Монте-Карло, проводячи зиму в Лос-Анджелесі. 1995 року Джун Ньютон спільно з французьким каналом Canal+ створила 60-хвилинний документальний телефільм «Гельмут очима Джун» (англ. Helmut by June), більшу частину матеріалу для якого відзняла на відеокамеру, подаровану чоловікові на Різдво.
23 січня 2004 року Гельмут Ньютон загинув в автомобільній аварії в Лос-Анджелесі. У червні того ж року при берлінському Музеї фотографії було створено Фонд Гельмута Ньютона (фонд розміщено в будівлі поряд із залізничною станцією, з якої Гельмут Ньютон 1938 року виїхав з країни, рятуючись від нацистів). На відкритті Фонду були представлені роботи Гельмута і Джун Ньютонів з їхнього спільного альбому «Us and them», виданого 1999 року.
Джун Ньютон померла 9 квітня 2021 року у Монте-Карло в 97-річному віці.